# FC Barcelone (féminines)
Cet article concerne la section football féminin du FC Barcelone. Pour les autres sections, voir FC Barcelone.
Maillots
Actualités
Dernière mise à jour : 25 septembre 2024.
La section football féminin du FC Barcelone (dont le nom officiel en catalan est Futbol Club Barcelona et le diminutif Barça) est un club de football féminin espagnol. L'équipe, qui joue ses matchs à domicile à la cité sportive Joan Gamper, participe lors de la saison 2024-2025 à la Primera División Femenina, la première division du Championnat d'Espagne de football féminin.

## Histoire
Le premier match de football féminin joué par le FC Barcelone se joue à Noël 1970 dans un but caritatif. La rencontre se joue au Camp Nou entre les Barcelonaises, entraînées par Antoni Ramallets, et l'UE Centelles. Plus tard, Barcelone participe au premier championnat officiel de Catalogne (1971-1972).
Durant les années 1980 et 1990, l'équipe est le Club Femení Barcelona, qui utilise les couleurs, signes distinctifs et installations du club, sans en être une section officielle. Le CF Barcelona est fondateur du premier championnat d'Espagne de football féminin, en 1988, et accomplit sa meilleure performance avec une victoire en Coupe d'Espagne en 1994. Le FC Barcelone incorpore définitivement le football féminin en tant que section officielle en 2001, avec la création de la Superliga, la nouvelle élite du football féminin espagnol. Entre juin 2006 et juillet 2017, l'équipe est entraînée par Xavi Llorens.
En 2011, le FC Barcelone remporte sa deuxième coupe d'Espagne.
La saison 2011-2012 se conclut sur un premier titre de champion d'Espagne. Le titre est conservé en 2013, en 2014 et en 2015.
Le 28 avril 2019, l'équipe se qualifie pour sa première finale de Ligue des champions en éliminant le Bayern Munich.
Le 4 octobre 2020 a lieu le premier Clásico féminin de l'histoire face au Real Madrid (victoire 4 à 0 du FC Barcelone). Le 5 décembre 2020, Jennifer Hermoso devient la meilleure buteuse de l'histoire du club avec 125 unités, en marquant un quadruplé contre Santa Teresa.
Le 2 mai 2021, l'équipe se qualifie pour sa deuxième finale de Ligue des champions en éliminant le Paris Saint-Germain, lui-même tombeur du multiple tenant l'Olympique lyonnais.
Le 16 mai 2021, les joueuses remportent leur première Ligue des champions en battant Chelsea 0-4 en finale, devenant la première équipe féminine du championnat d'Espagne à ainsi l'emporter.
Le 30 mai 2021, le Barça féminin réussit le triplé historique. En s'imposant contre Levante en finale de la Coupe de la Reine (4-2) les Blaugrana ont remporté la Coupe de la Reine, après avoir soulevé la Ligue des Champions et la Liga quelques semaines plus tôt.
Le 30 mars 2022, le Camp Nou bat le record mondial d'affluence pour un match de football féminin avec 91 553 spectateurs lors d'un match de Ligue des champions entre Barcelone et le Real Madrid.
Le club remporte sa deuxième Ligue des champions lors de la saison 2022-2023, battant en finale le club allemand du VfL Wolfsburg.
Lors de la saison 2023-2024, le FC Barcelone remporte la troisième ligue des champions de son histoire et un doublé consécutif en battant en finale l'Olympique Lyonnais à Bilbao. Il réalise ainsi un quadruplé historique, ayant également remporté la Supercopa, la Liga et la Copa de la Reina.
Lors de la saison 2024-2025, le Barça réussit un nouveau triplé domestique mais échoue en finale de la Ligue des Champions face à Arsenal. Lors de la même saison, la capitaine Alexia Putellas dépasse les 200 buts avec le club et devient la 3e meilleure buteuse de l'histoire du Barça, hommes et femmes confondus.

## Palmarès
| Compétitions nationales | Compétitions internationales                                                                  | Compétitions régionales |
| --- | --------------------------------------------------------------------------------------------- | --- |
| - Championnat d'Espagne (10) - Champion : 2012, 2013, 2014, 2015, 2020, 2021, 2022, 2023, 2024 et 2025. - Vice-champion : 1992, 2016, 2017, 2018 et 2019. - Coupe d'Espagne (11) - Vainqueur : 1994, 2011, 2013, 2014, 2017, 2018, 2020, 2021, 2022, 2024 et 2025. - Finaliste : 1991 et 2016. - Supercoupe d'Espagne (5) - Vainqueur : 2020, 2022, 2023, 2024 et 2025. | - Ligue des champions (3) - Vainqueur : 2021, 2023 et 2024. - Finaliste : 2019, 2022 et 2025. | - Coupe de Catalogne (10) - Vainqueur : 2009, 2010, 2011, 2012, 2014, 2015, 2016, 2017, 2018, 2019 - Finaliste : 2005, 2006, 2007, 2008, 2013 |

## Statistiques individuelles

### Joueuses les plus capées
Ce tableau retrace la liste des joueuses les plus capées de l'histoire du FC Barcelone.
| Rang | Joueuses        | Période                         | Championnat | Coupes | Supercoupes | Europe | Total |
| 1    | Melanie Serrano | 2003-22                         | 407+        | 43     | 3           | 39     | 492+  |
| 2    | Marta Torrejón  | 2013-                           | 329         | 36     | 7           | 84     | 467   |
| 3    | Alexia Putellas | 2012-                           | 325         | 40     | 7           | 79     | 465   |
| 4    | Marta Unzué     | 2006-2018                       | 279-308     | 33     | -           | 27     | 361-  |
| 5    | Vicky Losada    | 2006-07/2008-14/2014-15/2016-21 | 295         | 28     | 2           | 34     | 359   |

### Meilleures buteuses
| Rang | Joueuses         | Buts |
| 1    | Alexia Putellas  | 213  |
| 2    | Jennifer Hermoso | 175  |
| 3    | Sonia Bermúdez   | 123  |
| 4    | Asisat Oshoala   | 117  |

Mise à jour le 7 juin 2025.

## Parcours en Coupe d'Europe
Qualifié pour la première fois pour la Ligue des Champions en 2012-2013 après son titre en Liga, le FC Barcelone est sèchement éliminé par Arsenal. L'année suivante, l'équipe atteint les quarts de finale, où elle est éliminée par le VfL Wolfsburg, futur vainqueur de la compétition. La progression des Catalanes se poursuit avec une demi-finale en 2017, perdue face au Paris Saint-Germain, puis une finale en 2019 perdue contre l'Olympique Lyonnais, Barcelone devenant le premier club espagnol à atteindre les demi-finales puis la finale de Ligue des Champions. Le premier quart de finale 100% espagnol, remporté face à l'Atlético de Madrid en 2020 symbolise la montée en puissance du championnat espagnol dans le football féminin.
| Saison    | Tour             | Adversaire            | Aller | Retour | Score total  |
| --------- | ---------------- | --------------------- | ----- | ------ | ------------ |
| 2012-2013 | 1/16 finale      | Arsenal LFC           | 0 - 3 | 4 - 0  | 0 - 7        |
| 2013-2014 | 1/16 finale      | Brøndby IF            | 0 - 0 | 2 - 2  | 2 - 2e       |
| 2013-2014 | 1/8 finale       | FCF Zürich            | 3 - 0 | 1 - 3  | 6 - 1        |
| 2013-2014 | 1/4 finale       | VfL Wolfsbourg        | 3 - 0 | 0 - 2  | 0 - 5        |
| 2014-2015 | 1/16 finale      | SK Slavia Prague      | 0 - 1 | 3 - 0  | 4 - 0        |
| 2014-2015 | 1/8 finale       | Bristol Academy WFC   | 0 - 1 | 1 - 1  | 1 - 2        |
| 2015-2016 | 1/16 finale      | BIIK Kazygurt         | 1 - 1 | 4 - 1  | 5 - 2        |
| 2015-2016 | 1/8 finale       | FC Twente             | 0 - 1 | 1 - 0  | 2 - 0        |
| 2015-2016 | 1/4 finale       | Paris Saint-Germain   | 0 - 0 | 1 - 0  | 0 - 1        |
| 2016-2017 | 1/16 finale      | FK Minsk              | 0 - 3 | 2 - 1  | 5 - 1        |
| 2016-2017 | 1/8 finale       | FC Twente             | 1 - 0 | 0 - 4  | 5 - 0        |
| 2016-2017 | 1/4 finale       | FC Rosengård          | 0 - 1 | 2 - 0  | 3 - 0        |
| 2016-2017 | 1/2 finale       | Paris Saint-Germain   | 1 - 3 | 2 - 0  | 1 - 5        |
| 2017-2018 | 1/16 finale      | Avaldsnes IL          | 0 - 4 | 2 - 0  | 6 - 0        |
| 2017-2018 | 1/8 finale       | Gintra Universitetas  | 0 - 6 | 3 - 0  | 9 - 0        |
| 2017-2018 | 1/4 finale       | Olympique lyonnais    | 2 - 1 | 0 - 1  | 1 - 3        |
| 2018-2019 | 1/16 finale      | BIIK Kazygurt         | 3 - 1 | 3 - 0  | 4 - 3        |
| 2018-2019 | 1/8 finale       | Glasgow City LFC      | 5 - 0 | 0 - 3  | 8 - 0        |
| 2018-2019 | 1/4 finale       | Lillestrøm            | 3 - 0 | 0 - 1  | 4 - 0        |
| 2018-2019 | 1/2 finale       | Bayern Munich         | 0 - 1 | 1 - 0  | 2 - 0        |
| 2018-2019 | Finale           | Olympique lyonnais    | 4 - 1 | 4 - 1  | 4 - 1        |
| 2019-2020 | 1/16 finale      | Juventus FC           | 0 - 2 | 2 - 1  | 4 - 1        |
| 2019-2020 | 1/8 finale       | FK Minsk              | 5 - 0 | 1 - 3  | 8 - 1        |
| 2019-2020 | 1/4 finale       | Atlético de Madrid    | 0 - 1 | 0 - 1  | 0 - 1        |
| 2019-2020 | 1/2 finale       | VfL Wolfsbourg        | 1 - 0 | 1 - 0  | 1 - 0        |
| 2020-2021 | 1/16 finale      | PSV Eindhoven         | 1 - 4 | 4 - 1  | 8 - 2        |
| 2020-2021 | 1/8 finale       | Fortuna Hjørring      | 4 - 0 | 0 - 5  | 9 - 0        |
| 2020-2021 | 1/4 finale       | Manchester City       | 3 - 0 | 2 - 1  | 4 - 2        |
| 2020-2021 | 1/2 finale       | Paris Saint-Germain   | 1 - 1 | 2 - 1  | 2 - 3        |
| 2020-2021 | Finale           | Chelsea FC            | 0 - 4 | 0 - 4  | 0 - 4        |
| 2021-2022 | Phase de groupes | Arsenal               | 4 - 1 | 0 - 4  | 1er (18 pts) |
| 2021-2022 | Phase de groupes | TSG Hoffenheim        | 4 - 0 | 0 - 5  | 1er (18 pts) |
| 2021-2022 | Phase de groupes | HB Køge               | 0 - 2 | 5 - 0  | 1er (18 pts) |
| 2021-2022 | 1/4 finale       | Real Madrid           | 1 - 3 | 5 - 2  | 3 - 8        |
| 2021-2022 | 1/2 finale       | VfL Wolfsburg         | 5 - 1 | 0 - 2  | 5 - 3        |
| 2021-2022 | Finale           | Olympique lyonnais    | 3 - 1 | 3 - 1  | 3 - 1        |
| 2022-2023 | Phase de groupes | Benfica Lisbonne      | 9 - 0 | 2 - 6  | 1er (15 pts) |
| 2022-2023 | Phase de groupes | FC Rosengård          | 1 - 4 | 6 - 0  | 1er (15 pts) |
| 2022-2023 | Phase de groupes | Bayern Munich         | 3 - 0 | 3 - 1  | 1er (15 pts) |
| 2022-2023 | 1/4 finale       | AS Rome               | 0 - 1 | 5 - 1  | 1 - 6        |
| 2022-2023 | 1/2 finale       | Chelsea FC            | 0 - 1 | 1 - 1  | 1 - 2        |
| 2022-2023 | Finale           | VfL Wolfsburg         | 3 - 2 | 3 - 2  | 3 - 2        |
| 2023-2024 | Phase de groupes | Benfica Lisbonne      | 5 - 0 | 4 - 4  | 1er (16 pts) |
| 2023-2024 | Phase de groupes | Eintracht Francfort   | 1 - 3 | 2 - 0  | 1er (16 pts) |
| 2023-2024 | Phase de groupes | FC Rosengård          | 0 - 6 | 7 - 0  | 1er (16 pts) |
| 2023-2024 | 1/4 finale       | SK Brann              | 1 - 2 | 3 - 1  | 5 - 2        |
| 2023-2024 | 1/2 finale       | Chelsea FC            | 0 - 1 | 0 - 2  | 2 - 1        |
| 2023-2024 | Finale           | Olympique lyonnais    | 2 - 0 | 2 - 0  | 2 - 0        |
| 2024-2025 | Phase de groupes | Manchester City       | 2 - 0 | 3 - 0  | 1er (15 pts) |
| 2024-2025 | Phase de groupes | Hammarby IF           | 9 - 0 | 0 - 3  | 1er (15 pts) |
| 2024-2025 | Phase de groupes | SKN St. Pölten Frauen | 7 - 0 | 1 - 4  | 1er (15 pts) |
| 2024-2025 | 1/4 finale       | VfL Wolfsburg         | 6 - 1 | 1 - 4  | 10 - 2       |
| 2024-2025 | 1/2 finale       | Chelsea FC            | 4 - 1 | 1 - 4  | 8 - 2        |
| 2024-2025 | Finale           | Arsenal               | 1 - 0 | 1 - 0  | 1 - 0        |

## Rivalités

### Derby barcelonais
Le FC Barcelone affronte son voisin l'Espanyol Barcelone depuis les débuts des deux équipes et la finale d'un tournoi catalan en mars 1971. En coupe de Catalogne, alors que l'Espanyol a remporté les quatre premières éditions, le Barça compte désormais 10 titres contre 5 pour les Blanquiazules. Globalement, l'Espanyol a dominé le derby barcelonais dans les années 2000, tandis que le Barça prend l'avantage depuis les années 2010.

### Clásico
Depuis la création de la section féminine du Real Madrid en 2020, les féminines du FC Barcelone peuvent elles aussi disputer le Clásico. Le Barça remporte largement le premier Clásico de l'histoire (4-0) le 4 octobre 2020. Il faut attendre mars 2025 pour voir la première victoire du Real Madrid après 19 rencontres.

### Rivalité avec l'Olympique lyonnais
Depuis leur rencontre en finale de la Ligue des champions 2018-2019, le FC Barcelone et l'Olympique lyonnais se disputent l'hégémonie sur le football féminin européen. Les Lyonnaises ont un palmarès largement plus étoffé, mais les Barcelonaises cherchent à s'imposer comme la nouvelle référence européenne depuis leur sacre en 2021. La finale de la Ligue des Champions 2022 voit les deux équipes s'affronter et, alors que les médias donnaient les Catalanes comme grandes favorites, Lyon remporte sa huitième couronne européenne après avoir inscrit 3 buts en 30 minutes. Les deux équipes s'affrontent à nouveau en 2024, le Barça s'imposant pour la première fois de son histoire face au club français sur le score de 2-0.